# Джудит Майкъл
Джудит Майкъл (на английски: Judith Michael) е псевдоним на съвместния писателски екип на съпрузите Джудит Барнард и Майкъл Фейн, които са автори на съвременни романи.

## Джудит Барнард
Джудит Барнард (на английски: Judith Barnard) е родена на 17 февруари 1932 г. в Денвър, Колорадо, САЩ. Дъщеря на Хари Барнард, биограф, и Рут Барнард.
Учи в колежа „Антиохия“ от 1949 до 1950 г. Завършва през 1953 г. Държавния университет в Охайо с бакалавърска степен. Омъжва се на 20 декември 1953 г. за първия си съпруг за Жери Папие, електронен инженер. Имат две деца – Синтия и Андрю. През 1962 г. завършва Северозападния университет с магистърска степен.
Дълго време е била жител на Аспен и е работила като журналист, специализирана в изготвяне на авторски профили и в разследващата журналистика. Писала е за политиката, театъра, храната и ресторантите, социалната политика, и е правила рецензии на книги. Била е член на борда на общественото радио на Аспен, член на управителния съвет на фондацията на писателите от Аспен, и член на съвета на музикалния фестивал в Аспен (1964-1967).
Под своето име пише романа „The Past and Present of Solomon Sorge“ през 1967 г. За него Барнард получава награда за високи постижения от организацията на Приятелите на американската литература.
През 1979 г. се омъжва за втория си съпруг Майкъл Фейн.
Джудит Барнард успешно се преборва с рак на гърдата.

## Майкъл Фейн
Майкъл Фейн (на английски: Michael Fain) е роден през 1937 г. в Чикаго, Илиноис, САЩ.
Израства в родния си град. Учи в държавните училища и то толкова добре, че на 15 години е приет в Университета на Чикаго. В университета се присъединява към клуба по алпинизъм и отбора по фехтовка (спорт, в който печели много отличия в САЩ и Канада).
Фейн е работил повече от двадесет години като оптичен и механичен инженер в Чикаго, във високотехнологични компании в Мериленд, Колорадо, и като президент на компания за електроника в Канада. Публикува множество научни статии.
Майкъл Фейн е фотограф в продължение на повече от петдесет години, с фотографии, публикувани в неделното издание на списание „Chicago Tribune“, и в научни списания. От 2000 г. той се занимава с изучаване и прилагане на дигиталната фотография, и усвояването на хоризонтите, които тя предлага. Прави всяка година изложения в Денвър, Аспен или Лос Анжелис.

## Съвместна биография и творчество
Двамата започват да пишат заедно през 1979 г. на две бюра в малка стая в апартамента им на 16-ия етаж в Чикаго. Кариерата им под общия псевдоним започва с публикация на статии за брака и семейството в „Redbook“, „Readers Digest“, „Ladies Home Journal“ и др. Това ги научава да работят съвместно и да бъдат „нежни“ в критиките си един към друг.
Установявайки, че са успешен екип и магат да пишат заедно, те решават да оставят другите си изгочници на доходи и да започнат да пишат съвременни романи.
Преди създаването на всяка своя книга те първо правят проучвания в книжарниците като четат книги свързани с техния проект. След това обикалят местата, където ще се развива действието на романа им. Проучват в практиката професиите и особеностите на заниманията на своите герои. Съставят план за романа след дълги и задълбочени обсъждания. След година проучване и обсъждане Джудит започва да пише, а Майкъл да редактира, глава по глава, като съставя сценарии за предстоящите сцени, според изследванията за различните професии. След редактирането от Майкъл, Джудит преглежда редакциите и преправя написаното, и така докато се постигне съгласие за удволетворителен резултат.
Първият им съвместен роман „Измами“ излиза през 1982 г. и ги прави известни. Писателският тандем Джудит-Майкъл публикува общо единадесет изключително успешни съвременни романи, които са бестселъри в списъците на вестник „Ню Йорк Таймс“. Всички те са издадени в България.
Успехът на произведенията им се дължи на детайлното описване на мисленето, мотивацията и развитието на героя, вместо само на чистото действие в рамките на сюжета. Те комбинират реалност и фантазия по уникален начин, като вплитат в сюжета обичайните житейски проблеми – ипотеки, смърт на родители, проблеми с децата, или с партньорите, любовни привличания и авантюри. Както казва Майкъл, „В нашите герои, читателите признават себе си, своите надежди, мечти, и живота, който водят.“
През 1985 г. по романът „Измами“ е направен едноименния телевизионен филм с участието на Стефани Пауърс, Бари Бостуик и Джеръми Брет.
През пролетта и есента Джудит Барнард и Майкъл Фейн живеят във викториански апартамент в Чикаго, Илинойс, с изглед към езерото Мичиган и Линкълн Парк, ходят на опера, театър и в музеи, обсъждат или работят по нови книги. През лятото и зимата живеят в планинската си къща в Аспен, Колорадо, където творят сред вълшебството на природата и заниманията в градината. Джудит обича да готви различни ястия, а Майкъл е запален фотограф.

## Произведения

### Съвместни романи
- Измами, Deceptions (1982)
- Ограбено щастие, Possessions (1984)
- Интимно, Private Affairs (1986)
- Наследството, Inheritance (1988)
- Заслепени от страст, A Ruling Passion (1990)
- Спящата красавица, Sleeping Beauty (1991)
- Златен шанс, Pot of Gold (1993)
- Лабиринт от лъжи, A Tangled Web (1995)
- Сцена на любовта (изд. и като „Любовна драма“, 1998), Acts of Love (1997)
- Като усмивка, A Certain Smile (1999)
- Най-прекрасната майка, The Real Mother (2005)
- The House on Webster Street (2005) – аудиокнига

### Романи на Джудит Барнард
- The Past and Present of Solomon Sorge (1967)